# William Douglas (6e comte de Douglas)
William Douglas (né vers 1424, mort le 25 novembre 1440), 6e comte de Douglas, fut un noble écossais.

## Origine
William Douglas est le fils aîné de Archibald Douglas, 5e comte de Douglas, et Gardien de l'Écosse et de son épouse Euphemia Graham.

## Comte de Douglas
William Douglas, succède à son père à l'âge de 16 ans et devient alors de jure duc de Touraine et comte de Longueville en France et en Écosse : comte de Wigtown, seigneur de Galloway, Lord de Bothwell, Selkirk et Ettrick Forest, Eskdale, Lauderdale, Liddesdale et Lord d'Annandale.
C'est un jeune noble téméraire et ingénu dont les relations privilégiées qu'il entretient avec le jeune roi Jacques II d'Écosse et la force militaire de 500 chevaliers dont il dispose représentent un danger pour Alexandre Livingstone et William Crichton, respectivement gardien des forteresses de Stirling et d'Edimbourg, qui se sont érigés en gardiens du roi après avoir écarté définitivement la reine douairière Jeanne Beaufort et son second époux James Stuart surnommé The Black Knight of Lorne.
Livingstone et Crichton après avoir accusé dans un premier temps William Douglas de conspiration l'invitent avec son jeune frère David à venir diner avec le roi au château d'Édimbourg afin d'apaiser les tensions. Les jeunes gens pleins d'insouciance acceptent la proposition.
Le 25 novembre 1440, à la fin du banquet, William et David Douglas sont arrêtés et après un simulacre de procès immédiatement exécutés dans la cour du château d'Édimbourg avec leur ami et conseiller Malcolm Fleming de Biggar et Cumbernauld, malgré les protestations du jeune roi.

## Source
- (en) John Prebble The Lion in the North. One thousand years of Scotland history, Penguin Books Londres 1981,  (ISBN 0140056459). p. 141-142.